# アイリーン・ティナグリ
アイリーン・ティナグリ（イタリア語: Irene Tinagli、1974年4月16日 - ）は、イタリアの女性政治家。代議院議員、欧州議会議員、欧州議会経済金融委員長などを務めた。

## 来歴
ルイージ・ボッコーニ商科大学で経営管理を学び、同大学を優秀な成績で卒業。カーネギーメロン大学で行政学修士を修得。マドリード・カルロス3世大学で研究者としての道を歩み始める。
2013年2月に総選挙で初当選。
2019年5月に欧州議会選挙で初当選。
同年9月16日に欧州議会で経済金融委員長に就いた。

## 政策
欧州中央銀行の金融政策については、「欧州議会に説明を求めるが、それは政治的干渉ではないし、そのつもりはない。独立をしても説明する必要がないという訳じゃない。すべての中央銀行は説明責任を負わなければならない。そういった情報は、私たちが取り組んでいる他の提案や他の活動にも活用できる。金融政策を財政政策などと少しは調整できることが重要でである。欧州連合には単一の連邦政府はなく、金融政策と27の財政政策があるから」と述べている。